# Battaglia di Nashville
La battaglia di Nashville (15 - 16 dicembre 1864) fa parte dei combattimenti avvenuti durante la Campagna di Franklin-Nashville e rappresenta l'ultimo evento bellico su larga scala che contraddistinse il Teatro Occidentale della guerra di secessione americana.

## Preludio
Dopo la battaglia di Franklin, combattuta il 30 novembre, l'esercito dell'Unione, comandato dal maggior generale John Schofield, lasciò Franklin (Tennessee) concentrandosi dietro le linee difensive di Nashville, accanto all'Armata del Cumberland comandata dal maggior generale George H. Thomas. Thomas, la Roccia di Chickamauga, era al comando di tutte le forze (all'incirca 49 000 uomini).
La linea difensiva delle forze dell'Unione era simile a quella adottata a Franklin; una linea semicircolare circondava Nashville da ovest a est, spingendosi a sud per un miglio. La parte rimanente del cerchio, quella a nord, era rappresentata dal fiume Cumberland. In senso orario, lungo la linea di difesa, erano dislocate le divisioni del maggior generale James B. Steedman sul lato sinistro; quindi il XXIII Corpo d'armata di Schofield, il IV Corpo d'armata del generale di brigata Thomas John Wood e il XVI Corpo d'armata del maggior generale Andrew J. Smith. La divisione di cavalleria del generale di brigata James H. Wilson era posizionata a nord del fiume.
L'Armata confederata del Tennessee, al comando del tenente generale John Bell Hood, arrivò a su della città il 2 dicembre e prese posizione di fronte alle forze che difendevano la città. Non essendo abbastanza forte per assalire le fortificazioni federali, Hood optò per una tattica difensiva. Piuttosto che ripetere l'attacco suicida che aveva condotto a Franklin, si trinceò e attese, nella speranza che Thomas attaccasse per primo; il suo piano prevedeva la distruzione dell'esercito dell'Unione che si sarebbe schiantato sulle sue fortificazioni, quindi un veloce contrattacco e la presa di Nashville. Il piano a lungo termine di Hood prevedeva che, dopo la conquista di Nashville, avrebbe rafforzato il suo esercito con uomini del Tennessee centrale e del Kentucky, per spingersi, poi, verso il passo di Cumberland per portare soccorso a Robert Edward Lee a Petersburg.
Le forze Confederate si trovavano di fronte alla linea di difesa sud-est dell'Unione, dove erano posizionate le truppe di Steedman e Schofield. Da destra a sinistra si trovava il Corpo d'armata del maggior generale Benjamin F. Cheatham, del maggior generale Stephen D. Lee, e del maggior generale Alexander Peter Stewart, mentre la divisione di cavalleria, comandata dal maggior generale Nathan Bedford Forrest, era situata a sud-ovest della città.
Nonostante l'esercito di Thomas fosse più forte, egli non poteva sottovalutare l'armata di Hood. Malgrado la pesante sconfitta sofferta a Franklin, l'Armata del Tennessee rappresentava una seria minaccia. Sapeva che avrebbe dovuto attaccare, ma si preparò prudentemente. In particolare, si concentrò sui rifornimenti alla cavalleria al comando del generale di brigata Wilson.
Tutto questo fece sì che per due settimane Thomas non si mosse, causando una grande ansietà nel presidente Abramo Lincoln e nel tenente generale Ulysses S. Grant, i cui piani prevedevano che Thomas fosse stato pronto e in posizione per un'invasione nel Nord. Grant fece pressione su Thomas affinché si muovesse, nonostante una grande tempesta di neve che colpì la zona l'8 dicembre costringendo entrambi gli eserciti ad interrompere le opere di fortificazione. Pochi giorni più tardi, Grant inviò un aiutante di campo per rilevare Thomas dal comando, temendo che Hood gli potesse sfuggire dalle dita. Il 13 dicembre, al maggior generale John A. Logan, fu ordinato di recarsi a Nashville e assumere il comando se, al momento del suo arrivo, Thomas non avesse ancora attaccato. Il 15 dicembre Logan raggiunse Louisville, ma quello stesso giorno, finalmente, ebbe inizio la battaglia di Nashville.

## La battaglia
Il 15 dicembre, finalmente, Thomas uscì dalle sue fortificazioni per attaccare. Tuttavia, prima di questo, Hood fece un terribile errore. Il 5 dicembre inviò la maggior parte della sua cavalleria, al comando dell'esperto ed efficace generale Nathan Bedford Forrest, ad attaccare il presidio dell'Unione a Murfreesboro. Facendo questo indebolì ulteriormente le sue forze, già di per sé inferiori a quelle dell'Unione. Il 15 dicembre, all'inizio della battaglia, l'esercito Federale poteva contare su 49 000 uomini, contro i 31 000 Confederati.
Thomas pianificò un attacco a due fasi contro i Confederati. Il primo, ma secondario attacco, fu eseguito da Steedman contro il fianco destro Confederato; l'attacco principale sarebbe stato condotto da Smith, Wood, e dal generale di brigata Edward Hatch (che comandava una brigata di cavalleria appiedata), contro il fianco sinistro nemico. Steedman attaccò alle 6 di mattina e tenne impegnato Cheatham, sul fianco destro Confederato, per tutto il resto della giornata.
L'attacco principale fu lanciato all'alba verso sinistra, su una linea parallela a Hillsboro Pike. Verso mezzogiorno l'avanzata principale aveva raggiunto Hillsboro Pike, preparandosi ad assaltare l'avamposto Confederato a Montgomery Hill, in prossimità del centro della linea difensiva. Hood si rese conto della minaccia che incombeva sul suo fianco sinistro e ordinò a Lee di inviare rinforzi a Stewart. I Corpi d'armata di Wood conquistarono Montgomery Hill con una carica perfetta, condotta dalla divisione del generale di brigata Samuel Beatty.
Verso le 13 si creò un varco nella linea difensiva di Hood dal lato di Stewart. Thomas ordinò a Wood di attaccare quel varco, con l'aiuto delle truppe di Schofield e Wilson. Verso le 13.30 la posizione di Stewart a Hillsboro Pike divenne insostenibile; le forze che lo attaccavano erano travolgenti. Il Corpo d'armata di Stewart si disperse e iniziò a ritirarsi verso Granny White Turnpike. Tuttavia Hood fu in grado di raggruppare i suoi uomini, approfittando del calare della sera, e di prepararsi alla battaglia per il giorno dopo. La cavalleria dell'Unione, comandata da Wilson, non era stata in grado di impedire i movimenti Confederati lungo la strada, a causa dei troppi uomini che erano stati appiedati per farli partecipare all'assalto principale. Gli esausti Confederati scavarono trincee tutta la notte, per prepararsi all'arrivo dei Federali; la nuova linea difensiva correva da Shy Hill a Overton Hill e copriva i loro due principali itinerari di ritirata (Granny White Pike e Franklin Pike). Sempre nella notte Hood spostò alcune truppe di Cheatham (fianco destro) che andarono a rinforzare il fianco sinistro.
Il primo giorno di combattimenti era stato abbastanza agevole per l'esercito dell'Unione, che poteva contare su un numero di uomini e potenza di cannoni molto superiore a quello dei Confederati. Per portare un esempio, quando un avamposto Confederato, difeso da 148 soldati e 4 cannoni, resisteva più di quello che ci si aspettasse, gli unionisti tranquillamente si riorganizzavano, e attaccavano l'avamposto con 28 cannoni e 7 000 uomini.
La maggior parte della mattina del 16 dicembre fu impegnata dai movimenti dei Federali per raggiungere la nuova linea difensiva di Hood. Ancora una volta Thomas pianificò un attacco a due fasi, ma concentrandosi soprattutto sul lato sinistro di Hood. Schofield avrebbe dovuto aggirare Cheatham e la cavalleria di Wilson avrebbe bloccato il lato posteriore di Franklin Pike, l'unica via di fuga che rimaneva a Hood. A mezzogiorno Wood e Steedman attaccarono Lee a Overton Hill, ma senza successo; sul lato sinistro, la cavalleria appiedata di Wilson esercitava una forte pressione sulla linea.
Verso le 16 a Shy Hill, il Corpo d'armata di Cheatham, attaccato da tre lati, si disgregò, e fuggì dalla parte posteriore. Wood approfittò di questa opportunità per rinnovare il suo attacco a Lee a Overton Hill, e questa volte il momento fu favorevole. Venne l'oscurità e iniziò a piovere molto forte. Hood raccolse il rimanente del suo esercito e si ritirò verso Franklin.

## Conseguenze
Hood, anche se aveva un esercito inferiore, fu notevolmente surclassato da Thomas, che fu capace di concentrare le sue forze al momento giusto per l'attacco finale vincente. Ad esempio, sulla fondamentale Shy Hill, sul lato sinistro Confederato, 40 000 uomini dell'Unione attaccarono e misero in fuga i 5 000 Confederati, causando una delle peggiori sconfitte di tutta la guerra. L'esercito dell'Unione si lanciò all'inseguimento di Hood, ma la pioggia battente divenne un'alleata per i Confederati, rallentando l'inseguimento da parte della cavalleria e, il 18 dicembre, Forrest fu in grado di ricongiungersi con Hood e proteggere l'esercito Confederato in ritirata. L'inseguimento continuò fino a quando, il 25 dicembre l'Armata Confederata del Tennessee riattraversò il fiume Tennessee. La battaglia di Nashville segnò l'effettiva fine dell'Armata Confederata del Tennessee, già parzialmente distrutta a Franklin. Hood si ritirò a Tupelo nel Mississippi e, il 13 gennaio 1865 rassegnò le dimissioni dal comando.